# Storie d'amore (film 1995)
Storie d'amore (The Grass Harp) è una commedia statunitense del 1995 diretta da Charles Matthau e basata su un soggetto di Truman Capote. 
Il regista dirige qui suo padre Walter. Il cast comprende anche i premi Oscar Jack Lemmon e Mary Steenburgen (in ruoli secondari), nonché Sissy Spacek e Piper Laurie, che si ritrovarono a condividere il set dopo aver girato vent'anni prima Carrie - Lo sguardo di Satana.

## Trama
Alabama, anni '40. L'adolescente Collin Fenwick, rimasto orfano di madre, viene mandato a vivere con le due cugine nubili di suo padre, Dolly e Verena. Le due sorelle sono assai diverse caratterialmente: tanto Dolly è dolce e un po' infantile quanto Verena austera e venale. In seguito Dolly – esperta nella preparazione di medicamenti a base di erbe officinali – Collin e la cameriera afroamericana Catherine scappano dalla villa rifugiandosi in una casa sull'albero tra i boschi, mentre Verena è vittima di una truffa amorosa da parte di Morris Ritz, sedicente ingegnere chimico. Il vecchio giudice Cool, vedovo in lite con il figlio, si mostra solidale con il trio di fuggiaschi e s'innamora di Dolly, che alla fine deciderà tuttavia di tornare a casa, riappacificandosi con la sorella. 